# PABX

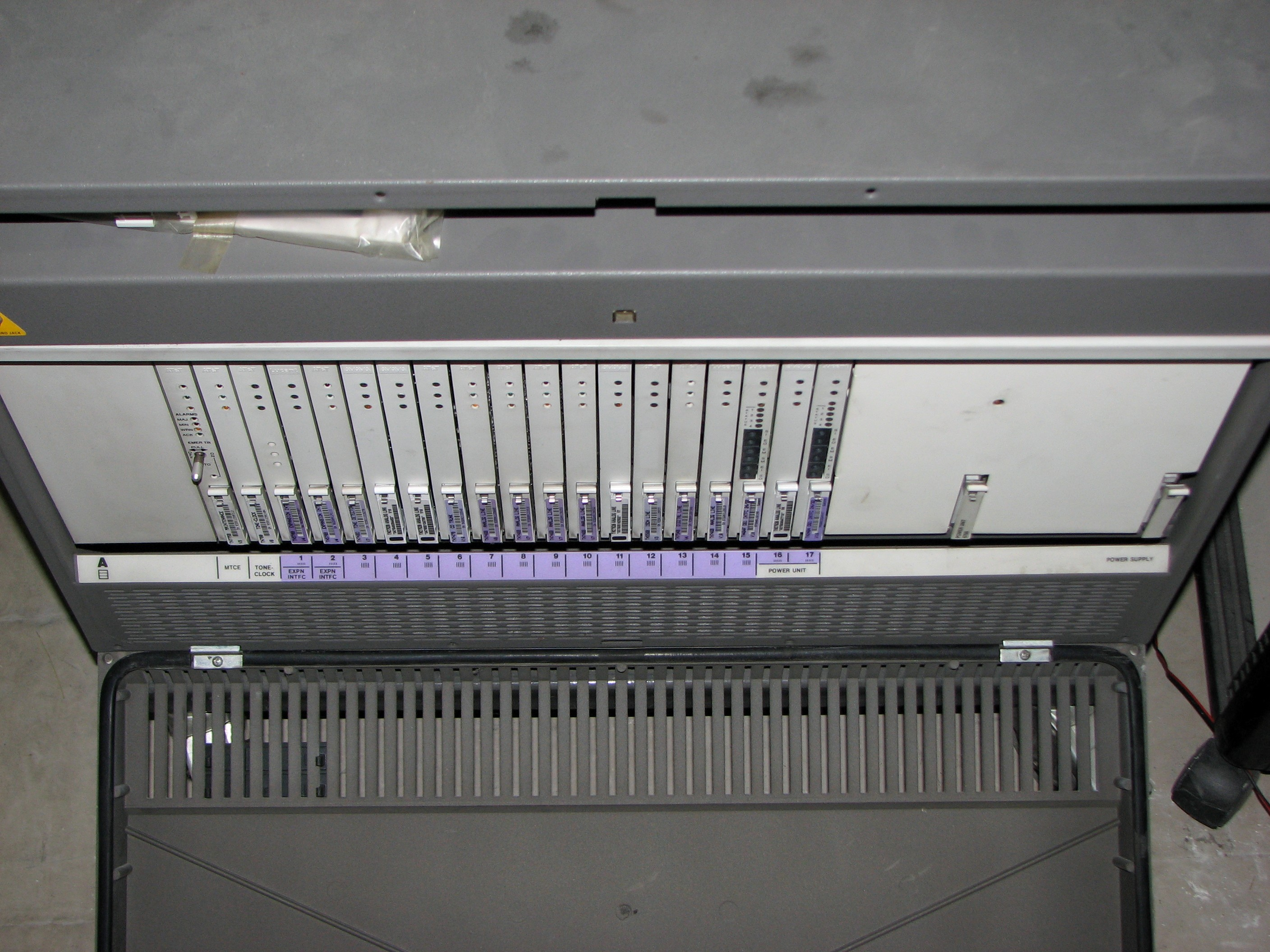
Een geopende Avaya G3si PABX, gezien van bovenaf

Een Private Automatic Branch eXchange (PABX of PBX) is een telefooncentrale die door een bedrijf privé gebruikt wordt.
Het is in principe hetzelfde als een huistelefooncentrale, maar er kunnen veel meer toestellen (bijvoorbeeld enkele duizenden) worden aangesloten.
Tot in de jaren 1980 was het in Nederland verboden eigenmachtig apparatuur aan te sluiten op het openbare telefoonnetwerk.
Alle apparatuur werd gehuurd van en aangelegd door PTT Telecom.
Nu wil men met een PBX ook naar buiten kunnen bellen, en dus gold deze regel ook voor een PABX, tot en met de aangesloten telefoontoestellen.
Tegenwoordig is een PBX meestal geen eigendom van het openbare telefoonbedrijf.

## Overzicht
Oorspronkelijk werden telefooncentrales handmatig bediend door een persoon die kabels met elkaar verbond. Dit werd PMBX of Private Manual Branch eXchange genoemd.
Ook nadat het openbare telefoonnet geautomatiseerd werd, werden veel bedrijfscentrales nog handmatig bediend.
Ouderen kennen nog het stekkerbord dat meestal in de receptie van een hotel stond.
Wie op de hotelkamer de hoorn opnam, werd met de receptionist verbonden en kon iets op zijn kamer bestellen of een extern gesprek aanvragen.
De mogelijkheid om automatisch intern te bellen (tussen hotelkamers) is bij een hotel minder belangrijk dan in een groot bedrijf.
De handmatige centrales werden geleidelijk aan vervangen door geautomatiseerde, elektromechanische en elektronische centrales, PABX genoemd.
Door een PBX te gebruiken hoeft een bedrijf niet langer al zijn telefoons op het publieke telefonienetwerk (PSTN) aan te sluiten. Deze methode zou voor elk toestel een aparte lijn vereisen en “interne” gesprekken zouden eerst naar buiten gestuurd worden, om dan even later terug binnen te komen.
Zijn interne gesprekken van een bedrijfscentrale geautomatiseerd, dan betekent dat nog niet dat alle gesprekken automatisch verlopen. Belt iemand van buitenaf op, dan werd het gesprek vanouds beantwoord door de bedrijfstelefoniste, die de oproeper dan doorverbond met het gewenste toestel. In de jaren zeventig kwamen de volledig geautomatiseerde bedrijfscentrales, waarbij een externe oproeper meteen het gewenste toestelnummer kon kiezen. Een externe oproeper merkte geen verschil met het opbellen naar een gewone aansluiting op het openbare telefoonnet.
Niet alleen telefoons maar ook faxmachines, modems en vele andere communicatietoestellen kunnen aan een PBX verbonden worden. Daarom worden deze toestellen algemeen benoemd als “extensions”.
Het PBX-materiaal staat gewoonlijk in het bedrijf en verbindt interne telefoonlijnen. Bovendien zijn er meestal een aantal buitenlijnen ('trunklijnen' genoemd) voorzien, om te telefoneren naar de buitenwereld. We onderscheiden bij deze buitenlijnen verschillende systemen, PSTN (klassieke analoge telefonie, nog steeds veel gebruikt en geplaatst, maar technisch voorbijgestreefd), ISDN (digitale telefonie, ook nog frequent gebruikt, maar commercieel stopgezet en dus niet meer geplaatst), en VOIP (telefonie over het internet).
Bedrijven met meerdere vestigingen kunnen hun centrales met elkaar laten verbinden. Dezelfde diensten kunnen ook aangeboden worden door een provider buiten het bedrijf, dit noemt men dan een “hosted PBX”, hetgeen stilaan de regel wordt bij nieuwe installaties.

## Fabrikanten
Bekende fabrikanten van telefooncentrales zijn: 3CX, Alcatel-Lucent, Avaya, Cisco, Ericsson, Fujitsu, Mitel, NEC, Nortel, Panasonic, Philips, Samsung, Toshiba en Unify.

## Functies van een PBX
Een PBX heeft drie hoofdtaken:
- Verbindingen maken tussen twee of meer telefoontoestellen. Bijvoorbeeld een verband leggen tussen een getoetst nummer en een fysiek toestel, en waarnemen of het toestel niet bezet is.
- Verbindingen behouden zolang de gebruikers deze nodig hebben.
- Informatie of statistieken bijhouden.

Boven op deze fundamentele functies, bieden PBX'en andere mogelijkheden. Voorbeelden zijn:
- Ruggespraak en gesprekken doorverbinden.
- Snelkeuze telefoonnummers.
- Voicemail.
- Wachtmuziek.
- Automatisch terugbellen.
- Nachtdienst.
- Telefonisch vergaderen.
- Meerdere lijnen per toestel.
- Gepersonaliseerde begroetingen.
- Gedeelde voicemail.
- Geautomatiseerd telefoonboek.
- Wachten bij bezet.
- Opschakelen op bezette verbinding.
- Groepsconfiguraties.
- Automatic call distribution.

## PBX's in een netwerkconfiguratie
Bedrijven hebben vaak meerdere vestigingen. Elke vestiging kan in dat geval beschikken over een eigen PBX. Deze kunnen aan elkaar worden gekoppeld, zodanig, dat het voor de gebruikers is alsof ze allemaal op één gemeenschappelijke PBX zijn aangesloten. De verbinding tussen deze PBX's kan analoog of digitaal zijn. Op zo'n verbinding is dan een signaleringsprotocol nodig.
De bekendste digitale signaleringsprotocollen zijn DPNSS en QSIG. Deze zijn gestandaardiseerd, waardoor het mogelijk is PBX's van verschillende fabrikanten met elkaar te verbinden. IP-georiënteerde verbindingen zijn sterk in opkomst.
Tegenwoordig is ISDN op zijn retour. Nieuwe PBX centrales worden meestal uitgevoerd met VoIP -techniek. Een VoIP-centrale is in feite een server. Die kan net zo goed extern draaien als intern.
Ook de telefoons die je er op aansluit kunnen overal staan waar een internetverbinding is. Zo kunnen medewerkers thuis eenvoudig aan het interne telefoonnetwerk worden gekoppeld.
De telefoons communiceren met de PBX-server meestal via SIP-protocol. De PBX-server heeft op zijn beurt dan weer een of meerdere SIP-verbindingen met een VoIP-telefonieprovider. Zo'n verbinding heet een SIP-trunk. Daarover is een groot aantal gelijktijdige gesprekken mogelijk. De enige beperking is de bandbreedte en VoIP heeft slechts enkele kB/s nodig per gesprek.
VoIP-telefonie kan spectaculair goedkoper zijn dan via analoge lijnen en het biedt mogelijkheden voor integratie met de bedrijfssoftware. Ook het monitoren en het beheer kan vanaf iedere werkplek via een webinterface.
Een veelgebruikte opensource-VoIP-server is Asterisk. Die wordt meestal beheerd via een grafische schil in de vorm van een webinterface. Opensourcevoorbeelden daarvan zijn FreePBX en Trixbox. Er bestaan Linux-distributies met complete PBX-servers waarmee een hobbyist in een uurtje een PBX-centrale opzet voor thuis of een klein bedrijf.